# Bhavihal, Sampgaon
Bhavihal là một làng thuộc tehsil Sampgaon, huyện Belgaum, bang Karnataka, Ấn Độ.